# Minijos aukštupys
Minijos aukštupys este o arie protejată (sit de importanță comunitară — SCI) din Lituania întinsă pe o suprafață de 139,55 ha, integral pe uscat.

## Localizare
Centrul sitului Minijos aukštupys este situat la coordonatele 55°51′00″N 22°07′51″E / 55.85°N 22.1308°E.

## Înființare
Situl Minijos aukštupys a fost declarat sit de importanță comunitară în iunie 2021 pentru a proteja 1 specie de animale.

## Biodiversitate
Situată în ecoregiunea boreală, aria protejată conține 5 habitate naturale: Pajiști fino-scandinave uscate până la mezice, bogate în specii de altitudine mică, Pajiști aluvionare boreale nordice, Fânețe de joasă altitudine (Alopecurus pratensis, Sanguisorba officinalis), Păduri fino-scandinave bogate în ierburi cu Picea abies, Păduri pe pante, grohotișuri și ravene de Tilio-Acerion.
La baza desemnării sitului se află o specie protejată de  pești: cicar (Lampetra planeri).